# Sant Estève de Valons
Saint-Étienne-de-Valoux és un municipi francès situat al departament de l'Ardecha i a la regió d'Alvèrnia-Roine-Alps. L'any 2007 tenia 283 habitants.

## Demografia

### Població
El 2007 la població de fet de Saint-Étienne-de-Valoux era de 283 persones. Hi havia 88 famílies de les quals 8 eren unipersonals (8 dones vivint soles i 8 dones vivint soles), 28 parelles sense fills, 48 parelles amb fills i 4 famílies monoparentals amb fills.
La població ha evolucionat segons el següent gràfic:
Habitants censats

### Habitatges
El 2007 hi havia 109 habitatges, 95 eren l'habitatge principal de la família, 8 eren segones residències i 6 estaven desocupats. 105 eren cases i 4 eren apartaments. Dels 95 habitatges principals, 67 estaven ocupats pels seus propietaris, 19 estaven llogats i ocupats pels llogaters i 9 estaven cedits a títol gratuït; 2 tenien dues cambres, 15 en tenien tres, 37 en tenien quatre i 41 en tenien cinc o més. 77 habitatges disposaven pel capbaix d'una plaça de pàrquing. A 46 habitatges hi havia un automòbil i a 44 n'hi havia dos o més.

### Piràmide de població
La piràmide de població per edats i sexe el 2009 era:
| Homes | Edats   | Dones |
| ----- | ------- | ----- |
| 0     | 95 o +  | 0     |
| 0     | 90 a 94 | 0     |
| 4     | 85 a 89 | 0     |
| 0     | 80 a 84 | 4     |
| 4     | 75 a 79 | 4     |
| 4     | 70 a 74 | 0     |
| 4     | 65 a 69 | 4     |
| 8     | 60 a 64 | 4     |
| 8     | 55 a 59 | 8     |
| 0     | 50 a 54 | 4     |
| 4     | 45 a 49 | 4     |
| 0     | 40 a 44 | 0     |
| 4     | 35 a 39 | 4     |
| 16    | 30 a 34 | 12    |
| 12    | 25 a 29 | 8     |
| 0     | 20 a 24 | 4     |
| 4     | 15 a 19 | 4     |
| 4     | 10 a 14 | 0     |
| 16    | 5 a 9   | 0     |
| 8     | 0 a 4   | 4     |

## Economia
El 2007 la població en edat de treballar era de 169 persones, 120 eren actives i 49 eren inactives. De les 120 persones actives 114 estaven ocupades (62 homes i 52 dones) i 6 estaven aturades (2 homes i 4 dones). De les 49 persones inactives 15 estaven jubilades, 12 estaven estudiant i 22 estaven classificades com a «altres inactius».

### Ingressos
El 2009 a Saint-Étienne-de-Valoux hi havia 98 unitats fiscals que integraven 286 persones, la mediana anual d'ingressos fiscals per persona era de 14.196 €.

### Activitats econòmiques
Dels 10 establiments que hi havia el 2007, 1 era d'una empresa de fabricació d'altres productes industrials, 4 d'empreses de construcció, 1 d'una empresa de comerç i reparació d'automòbils, 1 d'una empresa d'informació i comunicació, 1 d'una empresa de serveis i 2 d'empreses classificades com a «altres activitats de serveis».
Dels 4 establiments de servei als particulars que hi havia el 2009, 1 era un paleta, 2 guixaires pintors i 1 lampisteria.
L'any 2000 a Saint-Étienne-de-Valoux hi havia 23 explotacions agrícoles que ocupaven un total de 152 hectàrees.

## Equipaments sanitaris i escolars
El 2009 hi havia una escola elemental.

## Poblacions més properes
El següent diagrama mostra les poblacions més properes.